# Inga interfluminensis
Inga interfluminensis là một loài rau đậu thuộc họ Fabaceae.
Loài này chỉ có ở Colombia.